# The Front Runner - Il vizio del potere
The Front Runner - Il vizio del potere (The Front Runner) è un film del 2018 diretto da Jason Reitman.
Il film, adattamento cinematografico del romanzo del 2014 All the Truth Is Out, scritto da Matt Bai, segue le vicende del senatore del Colorado Gary Hart, candidato e favorito alle elezioni presidenziali negli Stati Uniti d'America del 1988 per il Partito Democratico, che vide sfumare la sua corsa alla nomination a causa di uno scandalo legato a una relazione extraconiugale con la modella Donna Rice Hughes.

## Trama
Gary Hart del Partito Democratico è tra i senatori più in vista in Colorado dal 1975 al 1987. Nel 1984 è tra i candidati alle primarie del Partito Democratico ma non ottiene la nomination. Ci riprova nel 1988, risultando tra i papabili vincitori grazie a un'efficace campagna elettorale. Le tre settimane precedenti al raggiungimento del suo sogno cambiano però tutto quanto, perché verrà coinvolto in uno scandalo sessuale che metterà in dubbio tutto ciò che vuole rappresentare.
Dopo la prima settimana di campagna elettorale, il candidato Gary Hart partecipa infatti, insieme all’amico Billy Broadhurst, a una crociera in yacht da Miami a Bimini a bordo del Monkey Business, dove conosce Donna Rice, una giovane donna. Qualche giorno dopo, in una serie di cabine telefoniche in aeroporto, due giornalisti - A.J. Parker del The Washington Post e Tom Fiedler del Miami Herald - inavvertitamente ascoltano la parte di conversazione di Hart, presumibilmente con Rice.
Sul piano di campagna, Hart instaura un rapporto di confidenza con Parker, al quale offre consigli paterni e regala un romanzo di Lev Tolstoj per aiutarlo a comprendere meglio l’Unione Sovietica. In Iowa, però, Parker lo offende durante un’intervista chiedendo se il suo matrimonio sia “tradizionale”. Hart reagisce con stizza: «Vuoi sapere cosa faccio nel tempo libero, A.J.? Seguimi dappertutto: ti annoieresti.»
Nel frattempo, a Miami, Tom Fiedler riceve una telefonata anonima da una giovane che sostiene che Hart sta avendo una relazione con una sua amica. Scettico inizialmente, Fiedler riesce comunque a rintracciare due donne su un volo per Washington e a pedinare Hart fino alla sua townhouse, dove lo osserva uscire e rientrare in compagnia della Rice. Quando Hart nota l’auto di Fiedler e lo affronta, ribadisce che la sua vita privata non riguarda nessuno. Prevedendo la pubblicazione del servizio, Hart chiama la moglie Lee per scusarsi.
Dopo l’uscita dell’articolo sul Miaimi Herald, Lee e la figlia Andrea vengono assediate dai cronisti davanti alla loro abitazione a Troublesome Gulch, in Colorado, mentre a Washington la responsabile della comunicazione Irene Kelly viene incaricata di avvicinare Rice per ottenere informazioni. La ragazza ritorna quindi a Miami, dove viene sottoposta a pesanti intrusioni dei media.
Hart discute con il manager di campagna Bill Dixon sulla strategia di risposta alla notizia: Dixon sostiene che un intervento ufficiale potrebbe contenere i danni, ma Hart ritiene che qualunque replica finirebbe per legittimare il comportamento dei giornalisti e creerebbe un pericoloso precedente. Il Washington Post riceve intanto un plico anonimo contenente foto, scattate mesi prima, che ritraggono Hart con un’altra donna. Parker si oppone alla pubblicazione, giudicandola giornalisticamente poco valida, ma l’editore Ben Bradlee ribadisce la necessità di adeguarsi ai tempi.
Mentre si prepara una conferenza stampa, i sondaggi indicano che la maggioranza dell’opinione pubblica ritiene eccessivo l’interesse dei media verso la vita privata di Hart e che le indiscrezioni extraconiugali non incidono sulle sue capacità presidenziali. Il team individua nella frase “Non è affar di nessuno!” la risposta ideale a ogni domanda sul tema. L’arrivo di Lee al quartier generale interrompe però le prove: lei confessa a Hart che potrebbe lasciarlo, ma non in quel momento.
Durante la conferenza, è Parker a domandare se Hart abbia mai tradito la moglie. Invece di utilizzare la risposta preparata, il candidato balbetta che non ritiene la domanda equa. Più tardi, di fronte alla proposta del Post di commentare le foto anonime, Hart, vedendo lo sconforto di Lee per le ripercussioni sulla famiglia, decide di ritirarsi dalla corsa elettorale.
In un epistolario conclusivo si precisa che «Gary e Lee Hart sono tuttora sposati».

## Produzione
Le riprese del film sono iniziate il 18 settembre 2017 e si sono svolte tra Atlanta e Savannah, in Georgia.

## Promozione
Il primo trailer del film viene diffuso il 30 agosto 2018.

## Distribuzione
Il film è stato presentato in anteprima mondiale al Telluride Film Festival il 31 agosto 2018 e il 7 settembre al Toronto International Film Festival.
La pellicola è stata distribuita nelle sale cinematografiche statunitensi in un numero limitato di copie a partire dal 7 novembre 2018, per essere poi estesa a più sale dal 16 novembre e in tutto il paese dal 21 novembre, mentre in Italia dal 21 febbraio 2019.

## Riconoscimenti
- 2018 - Hollywood Film Awards
  - Miglior attore a Hugh Jackman
- 2018 - Toronto International Film Festival
  - Candidatura per il premio del pubblico
- 2019 - AACTA International Awards[10]
  - Candidatura per il miglior attore a Hugh Jackman